# Semen Kozak
Semen Antonowycz Kozak, Siemion Antonowicz Kozak (ukr. Семен Антонович Козак, ros. Семён Антонович Козак, ur. 10 maja?/23 maja 1902 we wsi Iskorost' (obecnie miasto Korosteń), zm. 24 grudnia 1953 w Jużnosachalińsku) – radziecki wojskowy narodowości ukraińskiej, generał porucznik, dwukrotny Bohater Związku Radzieckiego (1943 i 1945), Narodowy Bohater Jugosławii (1944).

## Życiorys
Urodził się w rodzinie robotniczej. Jako bojec oddziału specjalnego przeznaczenia uczestniczył w wojnie domowej w Rosji, w 1923 został członkiem RKP(b), od marca 1924 służył w Armii Czerwonej. W 1928 ukończył szkołę artylerii w Kijowie i został dowódcą baterii pułku artylerii 51 Dywizji Piechoty w Ukraińskim Okręgu Wojskowym, od stycznia 1929 do maja 1932 wykładał na kursach kadry dowódczej w Mikołajowie, od maja do września 1932 dowodził dywizjonem artylerii w Odessie. W 1933 skończył kursy doskonalenia kadry dowódczej i został pomocnikiem dowódcy batalionu czołgów w Ukraińskim Okręgu Wojskowym, od grudnia 1933 do października 1937 pracował w Leningradzkiej Szkole Wojskowo-Taktycznej, w październiku 1938 ukończył studia w Akademii Wojskowej im. Frunzego i został w niej wykładowcą taktyki. W 1941 pracował w centralnym aparacie Ludowego Komisariatu Obrony ZSRR, w październiku 1942 został skierowany na front wojny z Niemcami jako zastępca szefa sztabu 64 Armii na Froncie Stalingradzkim, walczył w bitwie pod Stalingradem.
Od 18 kwietnia 1943 w stopniu pułkownika dowodził 73 Dywizją Piechoty Gwardii w 7 Armii Gwardii na Froncie Woroneskim, potem Stepowym, od października 1943 do lutego 1944 2 Ukraińskim, następnie 3 Ukraińskim, brał udział w bitwie pod Kurskiem i bitwie o Dniepr, gdzie 9 października 1943 został ranny. 25 października 1943 otrzymał stopień generała majora. Uczestniczył w operacji bieriezniegowato-snigiriewskiej, odeskiej i jassko-kiszyniowskiej, zajmowaniu Prawobrzeżnej Ukrainy, Rumunii, Bułgarii, Węgier, Jugosławii i wschodniej Austrii. Od 31 grudnia 1943 do 18 stycznia 1944 pełnił obowiązki dowódcy 75 Korpusu Piechoty 53 Armii 2 Frontu Ukraińskiego. Jego dywizja forsowała południowy Bug, Dniestr, Prut, Seret, Cisę i Dunaj. Wraz z Narodową Armią Wyzwolenia Jugosławii dowodzona przez niego dywizja zajęła Belgrad w październiku 1944, a 14 listopada sforsował Dunaj. W marcu 1945 objął dowództwo 21 Korpusu Piechoty Gwardii w 4 Armii Gwardii 3 Frontu Ukraińskiego; za zasługi w zdobyciu Wiednia korpus ten otrzymał miano „Wiedeńskiego”. 19 kwietnia 1945 awansowano go na generała porucznika. Po wojnie dowodził korpusem w Odeskim Okręgu Wojskowym, od lipca 1950 do kwietnia 1953 był pomocnikiem dowódcy wojsk Dalekowschodniego Okręgu Wojskowego, od kwietnia do września 1953 był zastępcą dowódcy, następnie dowódcą 15 Armii Dalekowschodniego Okręgu Wojskowego na Sachalinie i Kurylach. W 1950 został deputowanym do Rady Najwyższej ZSRR. Pochowano go na Cmentarzu Nowodziewiczym.

## Odznaczenia
- Złota Gwiazda Bohatera Związku Radzieckiego (dwukrotnie – 26 października 1943 i 28 kwietnia 1945)
- Order Lenina (dwukrotnie)
- Order Czerwonego Sztandaru (czterokrotnie, w tym 10 marca 1943, 24 sierpnia 1943 i 2 listopada 1944)
- Order Suworowa II klasy (3 listopada 1944)
- Order Kutuzowa II klasy (27 sierpnia 1943)
- Order Bohdana Chmielnickiego II klasy (1944)
- Tytuł "Narodowy Bohater Jugosławii" (20 października 1944)

I medale.